# Sokolík černobílý
Sokolík černobílý (Microhierax melanoleucos) je drobný sokolovitý pták, který se vyskytuje v Bangladéši, Číně, Hongkongu, Indii, Laosu a Vietnamu.

## Systematika
Druh poprvé popsal Edward Blyth v roce 1843. Jedná se o monotypický taxon náležící do rodu malých asijských sokolovitých ptáků Microhierax. Rodové jméno Microhierax pochází ze starořeckého mikros („malý“) a hierax („jestřáb“). Druhové jméno melanoleucos má kořeny v řeckých melas („černý“) a leukos („bílý“).

## Popis
Tento maličký dravý pták má na výšku pouhých 16–18 cm, přičemž samice jsou přibližně o 10 % větší než samci. Váží 55–75 g. Opeření je na svrchní části těla leskle černé, spodina je bílá. Boky jsou černé, stehna bílé. Čelo je většinou bílé. Ocas je z obou stran černý, avšak zespodu se v jeho střední části utváří několik bílých příčných pruhů. Spodní strana křídel je z většiny bílá, avšak odtoková (spodní) hrana je lemována černou linkou, mezi níž a střední částí křídla se nachází přerušované černé podélné pruhování. Ozobí je černé, nohy hnědé.

## Biologie
Sokolík černobílý většinou vysedává na bidle na okraji lesa nebo u otevřené krajiny jako jsou rýžová pole nebo čajové plantáže, odkud vyhlíží kořist. Jakmile spatří svou oběť, obratně se vymrští a vrhne se na ni. Po polapení ji rovnou spořádá za letu, v případě většího sousta dosedne zpět na jiné či někdy to samé bidlo a sežere kořist tam. Živí se převážně většími druhy hmyzu jako jsou denní motýli, vážky a rovnokřídlí. Výjimečně uloví i menší ptáky, savce nebo plazy. 
Vyskytuje se jednotlivě, v páru nebo v malých skupinkách. Hnízdí někdy od března do května. Podobně jako ostatní sokolíci z rodu Microhierax, i sokolíci černobílí hnízdí ve stromových dutinách po datlovitých a vousákovitých ptácích. Hnízdo si nestaví, vejce jsou kladena přímo na dno hnízdní dutiny. Součástí namlouvacího chování je patrně nadbíhání samců samicím pomocí darování listu.

## Rozšíření a populace
Sokolík černobílý je rozšířen v jihovýchodní Asii, konkrétně v severovýchodní Indii, Bangladéši, jihovýchodní Číně, Hongkongu, severním Laosu a severním Vietnamu. Žije v opadavých i stálezelených lesích v nížinatých i kopcovitějších oblastech. Vyhledává lesní okraje, paseky a otevřený les či okraje čajových plantáží a dalších otevřených lokací s jen řídce roztroušenými stromy. Nejčastěji se vyskytuje od úrovně moře do 1000 m n. m., výjimečněji až do 1500 m n. m.
Celková populace se odhaduje na 1000–10 000 jedinců a patrně je stabilní, pročež ji Mezinárodní svaz ochrany přírody hodnotí jako málo dotčenou.